# 關詠荷
關詠荷（英語：Esther Kwan Wing Ho，1964年7月16日—），香港女演員，廣東南海人。1980年代在亞洲電視出道，至1990年代，她是香港兩大本地免費電視台的當家花旦；更是從亞視過檔至無綫電視（TVB）都能穩居一綫的一姐，是亞視出身轉型得最為成功的異數。而且還憑《苗翠花》一劇獲得萬千星輝頒獎典禮的首屆視后，被譽為「90年代末無綫電視一姐」。

## 生平

### 早年生活
關詠荷小時候跟家人在葵興邨長大，有兩位姊姊和一位弟弟，家中排行第三。因為出生時正值荷花盛開，爺爺取名「詠荷」。進入演藝圈前，關詠荷曾想投考警察。但因該年並不招收女警，而打消念頭。有趣的是，她後來真的成為了「陀槍師姐」。

### 入行經過
關詠荷本是寫字樓裏的一位文員。1986年，她經朋友介紹替香港浸會學院傳理系的學生拍了一些功課後，對演藝產生興趣，於是便嘗試投考無綫電視藝員訓練班。雖然並沒有被取錄，卻獲邀做特約演員。
1987年首播的《生命之旅》，便是其出道作品。角色只是位訪問記者，但對白不少，令人眼前一亮。之後有朋友請她到珠城影業拍攝錄像帶，本來還有些猶豫，但因為這種錄像帶在香港本地看不到，統統要賣到外埠去，她才答應下來。
後來，錄像帶的監製介紹她到亞洲電視拍攝單元劇《皇家檔案》。幾個月後，她便跟隨劉天蘭成為了亞洲電視的簽約藝員。

### 亞洲電視時期（1989年－1992年）
關詠荷演藝起點始於亞洲電視，初出道的她曾一度被誤會是柏安妮，因其樣貌相似。此時期的她多被派演一些不良少女（俗稱「WET妹」）的角色；而她演出的十多部電影，當中超過一半也是這類「定型角色」。當時的關詠荷想闖入影圈，惟情色風氣盛行，找不到一展拳腳的機會。
1992年，與同台藝員張家輝更因拍攝《龍在江湖》而相戀；張家輝在亞視時，被關詠荷漂亮的外貌吸引，於是追求了半年。兩人在加拿大工作時就向對方表白。但於1995年至1996年，張家輝遠遁南非曾短暫分手。1996年張家輝因胞姐病重，而返回香港。及後發現關詠荷卻一直無微不至地照顧其姊姊，重逢後復合。在張家輝之前，關詠荷曾有一位圈外周姓的男友。
亞視時期代表作有：改編自日本漫畫《城市獵人》的《妙探出租》飾演惠香、《中華英雄》飾演瓊天及韋家輝監製的《暴雨燃燒》飾演柴雙；而柴雙絕對是香港電視史上絕無僅有的一個角色。她扮演擅長俘虜異性的反派和患上精神分裂症的戀兄狂，初顯演技精湛，雖然礙於慣性收視受注目的並不多，但其出色的表現均得到不少的讚同，令人刮目相看；被視為當時亞視最為力捧的當家花旦，同期的有伍詠薇和萬綺雯。
其後關詠荷與亞視約滿，渴望向多方面發展尋求機會，於是簽了永高電影及其他電影公司。可惜那些電影公司不是倒閉，就是有內部矛盾，這段時間成為了她的事業低潮。她亦曾到台灣發展，拍攝劇集尋求出路。當中《情劍山河》的趙京娘，可算是關詠荷出道至今為數不多的柔弱角色。

### 無綫電視時期 （1993年－2000年）
1993年關詠荷過檔無綫電視，並加入是年處境劇《開心華之里》飾演鄰家女孩朱慧敏。從此「洗底」成功，建立起親切健康的女性形象。1996年，她憑與廖偉雄合作的賀年古裝劇《河東獅吼》飾演柳月娥一角而成功上位，聲名大噪；亦因此遇上她的演藝伯樂鄺業生。此前關詠荷並非無綫之力捧對象，重頭劇或大製作均沒有她的份兒，一切全靠實力。
其後再憑獨挑大樑的《苗翠花》（台灣譯名：八珍女俠），在1997年度萬千星輝賀台慶的頒獎環節中獲得「最佳女主角」，演技得到肯定，奠定「無綫一姐」的地位。她將苗翠花經常闖禍的調皮，演繹得靈動可愛；而且充滿俠女氣質，往往能掌握喜劇節奏。相比同期花旦，關詠荷少有地以賀歲劇及輕鬆小品就能取得民心。當中，她與歐陽震華以「情侶檔」合作的電視劇包括：《醉打金枝》、《美味天王》及《陀槍師姐》均深入民心，大受歡迎，每套均有35點或以上的收視率，因而視為收視福將。1997年更憑《醉打金枝》獲得「最佳惹笑冤家獎」。

#### 奠定一姐位置
在《美味天王》一劇中，她飾演「開心果」沈殿霞的女兒秦蘇蘇，其「一姐」地位表露無遺；成為了當時的首席當家花旦。對於「一姐」稱號，關詠荷曾多次於專訪中不以為然。她認為「一姐」需要在演藝圈內有一定的建樹和過人之處，而她只是剛巧出演了觀眾們喜歡的劇集，這些都是電視劇給予她的影響力。
以男性為主導的電視劇年代，關詠荷開創起「大女主」先河。就是無論劇中的主題是偏向男性抑或女性，她永遠都會是劇集的中心，絕不會被男角搶風頭，亦則是俗語有云的「一人獨撐一劇」。她外剛內柔的風格把一眾男演員比下去，形象鮮明。如以她角色命名的：《河東獅吼》、《醉打金枝》、《苗翠花》及《陀槍師姐》，她扮演起極少數電視女演員能做到的女權主義。及後，不是以女性為主題的《烈火雄心》，也充當巾幗不讓鬚眉的高級消防隊長沈碧瑤，其演出備受好評。

#### 事業高峯
1998年《陀槍師姐》中朱素娥一角，將關詠荷推向事業的最高峯。她在劇中很注重去把握人物在工作和生活中的兩面性。堅強的女警與柔弱的小女人性格，被她演繹得絲絲入扣；表達出當時九十年代新女性的轉變和獨立自主。「娥姐」這稱呼成了她的一個標誌，如今每當觀眾提及關詠荷，都會直呼她為「娥姐」，因為她的人生就如「娥姐」一樣，家中是一位好太太、好媽媽，而在螢幕前則是個出色的女演員。關詠荷曾說道：「我也不甘心放棄自己的事業，但如果要我選，我永遠都會選擇家庭。」娥姐這個世紀失婚女警更成為了當年「影幕上十大理想警察」的唯一女性得獎者， 而且也是家傳戶曉的電視劇人物。儘管關詠荷離巢後，無綫製作多套《陀槍師姐系列》的續集，然而娥姐這個靈魂人物依舊無可替代。
2000年，她與男友張家輝首次以「情侶檔」合演台慶劇《金裝四大才子》，劇中的她一人分飾兩角，把原本性格兩極的ㄚ鬟秋香和東廠殺手秋月演繹得層次分明。
關詠荷角色多樣化，被外界一致認同戲路最為廣闊的一位花旦，更是電視圈九十年代中後期的一位代表性人物，被眾人視為「親切如姊妹」。雖然奠定一姐位置的，連續三部都是古裝劇：《河東獅吼》、《醉打金枝》及《苗翠花》，但她的角色風格各異。從後來到內地拍攝的《燒餅皇后》中的皇后、《醉打金枝》中的昇平公主，到小家碧玉的苗翠花，及至ㄚ鬟秋香；角色身份高貴到平凡，一樣得心應手。從惡婦柳月娥，到良妻朱素娥，一樣可圈可點。她宜古宜今的長相，被冠以「港劇女王」及「古裝一姐」等稱號。
1997-2000年間，關詠荷的戲可稱得上部部都是受歡迎的代表作，而且也是絕對的主角。她的表演非常平民化，往往在演繹生活中的細膩，故給人感覺親切、自然、舒服是她的一大特色。而且甚具觀眾緣，是電視上少數可以讓小生配合她的戲份獨檔一面的花旦。她更是首度榮獲中國電視金鷹獎世紀回眸「世紀傑出藝人獎」的海外明星。

### 中國大陸發展（2001年－2005年）
在關詠荷事業處於頂峯時，她跟無綫電視的合約剛好約滿。她認為無綫並沒有誠意挽留她，故結束了七年的賓主關係。在2001年，她加盟東方魅力拍攝了鄧特希的劇集《俠骨仁心》。與梁朝偉、李嘉欣等拍罷電影版的《俠骨仁心》後，便赴中國大陸發展。
2002年，她開始出演唐人影視的劇集，並扮演起金庸筆下的經典人物霍青桐。當時的關詠荷雖然快將四十，卻將翠羽黃衫的英氣和豪爽演繹得恰到好處。最終憑藉《書劍恩仇錄》的霍青桐和《天下無雙》的常吉祥受到中國大陸劇迷歡迎。2003年，她與張家輝結束十多年愛情長跑並於澳洲註冊結婚；2006年誕下女兒。

### 再度復出（2007年－2013年）
2007年2月期間，翡翠台凌晨重播《陀槍師姐》為關詠荷復出造勢；結果「陀槍」系列掀起了重播熱，在深夜時分也錄得9點的收視率。為了宣傳《同事三分親》，無綫特意找關詠荷作507期的TVB周刊封面，標題更命名「關詠荷——女王回來了」 。
2007年初關詠荷因無綫高層曾勵珍的力邀下，而重返無綫電視拍攝處境劇《同事三分親》，飾演企業顧問黄家嵐一角。相隔7年，角色同樣被受歡迎。由觀眾一直認為的親民小女人，原來也可以扮演成熟穩重、看透世事的企問黃家嵐，說明自己也能夠扮演專業人士。黃家嵐處事圓滑、為人風趣幽默，但同時是個不失人情味的上司；這個角色為關詠荷塑造了一個全新的知性形象。此外，她與劇中飾演Vincent言為信一角的黃子雄扮演情侶，曾令不少觀眾看得津津樂道。最終《同事三分親》在關詠荷的帶領下，劇集收視口碑雙收。
2008年3月，在電台節目中證實為了能多抽時間陪伴女兒而正式辭演“同”劇，此事件曾轟動一時，令不少觀眾感到可惜。黄家嵐的成功，被Astro華麗台電視劇大獎提名為「我的至愛女主角」及「我的至愛角色」兩個獎項；也被萬千星輝頒獎典禮提名為「我最喜愛的電視女角色」。
2009年5月，關詠荷因有好對手米雪而再度復出拍劇，出演無綫電視25集重頭戲《五味人生》，與米雪、郭晉安等共同演出。
2012年，前無綫製作總監梁家樹邀關詠荷復出拍劇，出演穿越劇《情逆三世緣》。劇中的她一人分飾三角，橫跨宋代、1950年代和現代香港。繼《金裝四大才子》後，與歐陽震華相隔12年再度合作。劇集只播放到第三集，網民已普遍讚賞，指關詠荷演技出色，與歐陽震華很是合拍。
不論是保守內斂的韓霜霜、堅毅敢愛的田秋鳳，又或是聰慧的現代女性楊夕雪；她都能夠將女性身處於不同年代的思想和改變一一演繹出來。當中的哭戲更被網民們盛讚充滿感染力，演技有層次不浮誇；力撐關詠荷再奪視后。日後會否繼續與無綫電視合作拍劇，關詠荷在「情逆」宣傳訪問中，表示要視乎有沒有好劇本。
2013年10月，關詠荷憑藉《情逆三世緣》於马来西亚星光荟萃颁奖典礼中，共提名了三個獎項；分別是「最喜爱女主角」、「最喜爱电视角色」及「最喜爱螢幕情侣」。同年11月，她再憑《情逆三世緣》提名為萬千星輝頒獎典禮的「最佳女主角」及「最受歡迎電視女角色」。

### 淡出期（2014年－至今）
2014年12月，一眾網民在網上發動了一個歷屆視后最佳演技投票區，結果關詠荷在近年產量大減之下也排行第四，可見觀眾緣一直頗高。
2015年，關詠荷被傳媒拍到素顏逛街，並隨即稱讚已50歲的她也能夠保養得宜。她亦曾於星島日報訪問中提及有興趣扮演變態及反派角色，出道至今關詠荷曾於《中華英雄》、《暴雨燃燒》及《金裝四大才子》中飾演奸角。
2018年，出席好友黃智賢投資的醫學美容中心開幕活動，於採訪時表示對橫跨年齡層的角色感到興趣。然而至今，仍未有再出演任何劇集。
2021年起，關詠荷開始接拍曼秀雷敦的50惠黑髮激活精華廣告，時隔多年後再度出現在幕前。

#### 慈善工作
關詠荷除了活躍於演藝事業外，還非常關心慈善工作。在2004年，她與丈夫張家輝參加苗圃行動的助學長征計劃，以行動幫助內地兒童。
其後於2012年，關詠荷為一國際性非政府公益組織「AEA教育基金會」擔任助學大使，並透過製作電視節目（助學施希望）於亞洲電視播放，希望親身踏足柬埔寨，了解當地嚴重的街童問題，還探訪街童、貧困社區和殘障兒童。

2015年，關詠荷以奧比斯兒童大使身份前往山東臨沂進行探訪。
2016年，關詠荷再以奧比斯兒童大使身份前往尼泊爾進行探訪及地震一週年的重建工作。

## 演繹風格

### 評價
沒有接受過任何演藝訓練的關詠荷，演繹方式自成一派；演輕喜劇時，她總有一套獨有的個人風格和親和力。但演正劇時，表達方式雖然內斂但真實，幾乎看不出演戲技巧和表演痕跡，故令觀眾更容易投入，感覺自然。而且不論文戲，抑或武打戲都能夠駕馭自如。
雖然關詠荷成名於監製鄺業生的搞笑趣劇，但亦有不少觀眾認為無綫為了塑造其親民入屋的形象而局限了關詠荷的真正實力。故此，亦有觀眾認為亞視時期的她，角色更為多變。

### 監製鄺業生愛將
鄺業生由榮升無綫電視監製的第一部劇集《河東獅吼》開始，便起用關詠荷當女主角。其後發掘出喜劇演員歐陽震華比起廖偉雄配關詠荷的化學作用更好，深受觀眾喜愛。於是鄺業生、關詠荷與歐陽震華便成為了「無敵鐵三角」兼「師奶殺手」。
鄺業生擅長輕喜劇路線，將關詠荷的喜劇天份發揮得淋漓盡致。之後他們還合作了《醉打金枝》、《陀槍師姐》系列，以及《金裝四大才子》。

## 搞笑趣聞

### 好女人
- 2009年張家輝在鄭丹瑞的清談節目《Home Sweet Home》[13]當中提及，當年關詠荷為何會接受他，其中一句：「你現在不行，誰擔保你將來不行」。節目播出以後，成為一時熱話。
- 網民紛紛稱讚關詠荷是個難得的好女人。對於當時女尊男卑的說法，關詠荷並不苟同；亦認為喜歡一個人其實與名氣無關。

## 演出作品

### 電視劇（亞洲電視）
| 首播   | 劇名               | 角色          | 性質       | 合作演員                                             |
| 1989年 | 皇家儷人           | Lily          | 跑龍套     |                                                      |
| 1989年 | 妙探出租           | 惠 香         | 第一女主角 | 與連偉健、孫興、陳佩珊合演                           |
| 1989年 | 皇家檔案之馬路英雄 | Ann           | 單元女主角 | 與梁十一、斑 斑、施介強、尹天照 、曹源達合演         |
| 1989年 | 皇家檔案II之霓虹鳥 | 葉 虹         | 單元女主角 | 與連偉健、吳元俊、潘冰嫦合演                         |
| 1990年 | 佳偶天成           | 李玉華        | 第一女主角 | 與張國強、陳嘉儀、寶佩如、秦 沛、喬 宏合演           |
| 1990年 | 大富大貴           | 歐 倩         | 女主角之一 | 與楊 群、馮素波、歐陽耀麟、龐秋雁合演                |
| 1990年 | Q表姐              | 鞏倩雯        | 第二女主角 | 與何美婷、劉志榮、劉錫賢、戴夢夢、胡渭康、王艷娜合演 |
| 1990年 | 第三間電台         | 黄晓童        | 客 串      | 與江 華、譚文潔合演                                  |
| 1990年 | 中華英雄           | 瓊天、華文英  | 第二女主角 | 與何家勁、羅頌華、葉玉卿、尹天照、楊澤霖 合演        |
| 1991年 | 劍神               | 齊 雪         | 第一女主角 | 與尹天照、羅頌華、劉錦玲、雪 梨、羅烈合演            |
| 1991年 | 隔離差館有隻鬼     | 凌巧兒        | 第一女主角 | 與黃日華、羅青浩、曾偉權、彭健新、寶佩如合演         |
| 1991年 | 觸電情緣           | 關子菁        | 第一女主角 | 與陳庭威、莫家堯、劉玉婷、陳冬梅合演                 |
| 1991年 | 暴雨燃燒           | 柴雙、衛紅    | 第一女主角 | 與任達華、莊靜而、吳毅將合演                         |
| 1992年 | 摩登七十二家房客   | 街 坊         | 共同演出   | 與全台亞視藝員合演                                   |
| 1992年 | 龍在江湖           | 葉惠明        | 第一女主角 | 與吳大維、劉家良、呂頌賢、江 華合演                  |
| 1992年 | 今裝戲寶之女殺手   | 曾寶珠        | 單元女主角 | 與江 華、司馬華龍 、煒 烈 合演                       |
| 2001年 | 俠骨仁心           | 施可曼（Sam） | 第一女主角 | 與鍾鎮濤 、周嘉玲 、呂頌賢 、楊恭如 合演             |

### 電視劇（無綫電視）
| 首播        | 劇名                         | 角色                                                  | 性質       | 合作演員                                                                 |
| 1987年      | 大運河                       | 宮 女                                                 | 跑龍套     |                                                                          |
| 1987年      | 男兒本色                     | 銀行職員                                              | 跑龍套     |                                                                          |
| 1987年      | 生命之旅                     | 記 者                                                 | 跑龍套     |                                                                          |
| 1989年      | 晉文公傳奇                   | 族 人                                                 | 跑龍套     |                                                                          |
| 1993年      | 開心華之里                   | 朱慧敏                                                | 女配角     | 與米雪、李子雄、魏駿傑、廖啟智、譚倩紅、胡楓、葉蘊儀、林漪娸、朱健鈞合演 |
| 1994年      | 生死訟                       | 葉 蔚                                                 | 第一女主角 | 與方中信、郭晉安、鄧萃雯、張延合演                                       |
| 1994年      | 鎮金女人週記II之蛻變的牽牛花 | 樂 瑤                                                 | 單元女主角 | 與林嘉華、海俊傑、蘇永康合演                                             |
| 1995年      | 包青天之人皮面具             | 玉真子                                                | 單元女主角 | 與狄龍、黃日華、譚耀文合演                                               |
| 1995年      | 廉政英雌之火槍柔情           | 甘寶妮（Polly）                                       | 第二女主角 | 與方中信、鄧萃雯、商天娥、曾偉權、李子雄合演                             |
| 1995年      | 新同居關係                   | 方敏華                                                | 第一女主角 | 與郭晉安、吳鎮宇、袁潔瑩、陳妙瑛、馬浚偉合演                             |
| 1995年      | 一切從失蹤開始               | 余敏清（Jo）                                          | 第一女主角 | 與劉松仁、林保怡、張可頤、張國強、潘志文、梁榮忠合演                     |
| 1996年      | 河東獅吼                     | 柳月娥                                                | 第一女主角 | 與廖偉雄、林家棟、傅明憲、陳嘉輝、黃紀瑩合演                             |
| 1996年      | 廉政行動組                   | 梁小敏                                                | 第二女主角 | 與郭富城、朱茵、吳毅將合演                                               |
| 1997年      | 醉打金枝                     | 昇平公主（恭喜）、回紇王妃                            | 第一女主角 | 與歐陽震華、魏駿傑、傅明憲、梁家仁、陳彥行合演                           |
| 1997年      | 苗翠花                       | 苗翠花                                                | 第一女主角 | 與江 華、陳少霞、劉玉翠、惠英紅、張鳳妮合演                              |
| 1997年      | 美味天王                     | 秦蘇蘇                                                | 第一女主角 | 與歐陽震華、沈殿霞、古天樂、秦沛、宣萱、張可頤合演                       |
| 1998年      | 陀槍師姐                     | 朱素娥 （娥姐）                                       | 第一女主角 | 與歐陽震華、魏駿傑、滕麗名、朱咪咪合演                                   |
| 1998年      | 烈火雄心                     | 沈碧瑤                                                | 第一女主角 | 與王喜、古天樂、李子雄、梁琤、錢嘉樂、鄭敬基、夏韶聲合演                 |
| 1999年      | 全院滿座                     | 周秀英                                                | 第一女主角 | 與吳啟華、苑瓊丹、湯盈盈、韋家雄、鄭子誠、楚原合演                       |
| 1999年      | 反黑先鋒                     | 李升平                                                | 客 串      | 與歐陽震華合演                                                           |
| 2000年      | 陀槍師姐II                   | 朱素娥（娥姐）                                        | 第一女主角 | 與歐陽震華、魏駿傑、滕麗名、朱咪咪合演                                   |
| 2000年      | 金裝四大才子                 | 秋 香、秋 月                                          | 第一女主角 | 與歐陽震華、張家輝、陳松伶、林家棟、魏駿傑、文頌嫻及翁虹合演             |
| 2007-2008年 | 同事三分親                   | 黃家嵐、黃 花                                         | 第一女主角 | 與金燕玲、江欣燕、石修、歐錦棠、蔡淇俊、湯盈盈、黃子雄合演               |
| 2010年      | 五味人生                     | 連雙春                                                | 第一女主角 | 與郭晉安、米雪、伍衛國、郭政鴻、江美儀、梁烈唯、羅敏莊、張惠雅合演       |
| 2013年      | 情逆三世緣                   | 楊夕雪（Phoenix）、韓霜霜（霜霜姑娘）、田秋鳳（鳳姐） | 第一女主角 | 與歐陽震華、敖嘉年、黃智雯、朱晨麗合演                                   |

### 電視劇（TVBS）
| 年份   | 劇名             | 角色   | 性質       | 合作演員                             | 備註                                                             |
| 1994年 | 包青天之滴血紅梅 | 梅映雪 | 單元女主角 | 與金超群、何家勁、古巨基、周慧敏合演 | 劇集被封殺，未有播出（一共四個單元，只有《滴血紅梅》於網上找到） |

### 電視劇（中國大陸/台灣/新加坡）
| 首播               | 劇名                  | 角色         | 性質       | 合作演員                         |
| 台灣               |                       |              |            |                                  |
| 1991年             | 江湖再見              | 常 青        | 第一女主角 | 與劉松仁、李立群合演             |
| 1996年             | 三國英雄傳之關公      | 孫尚香       | 女配角     | 與龔慈恩、杨仲恩、张复建合演     |
| 1996年             | 情劍山河              | 趙京娘       | 女主角之一 | 與吳興國、秦風、黎燕珊、何晴合演 |
| 1997年             | 情系大飯店            | 胡靜文       | 客 串      | 與秦風合演                       |
| 2001年             | 幸福家庭              | 呂曉勇       | 第一女主角 | 與李立群、姜武合演               |
| 中國星             |                       |              |            |                                  |
| 1996年             | 孫子兵法              | 南宮明珠     | 第一女主角 | 與郭晉安、鄭則仕合演             |
| 1996年             | 千秋英烈傳之傷心一劍  | 聶 榮        | 單元女主角 | 與吳毅將合演                     |
| 中國大陸           |                       |              |            |                                  |
| 1997年             | 亡命天涯              | 林若冰、方琳 | 第一女主角 | 與劉松仁、莫少聰合演             |
| 2002年             | 燒餅皇后              | 朱秀容、蕭璃 | 第一女主角 | 與郭晉安合演                     |
| 2005年             | 褡褳王爺              | 娜 仁        | 第一女主角 | 與呂良偉合演                     |
| 兩岸合拍劇         |                       |              |            |                                  |
| 2002年             | 書劍恩仇錄            | 霍青桐       | 第一女主角 | 與趙文卓、陳昭榮、郭亮合演       |
| 2003年             | 天下無雙 / 吉祥如意   | 常吉祥       | 第一女主角 | 與張衛健、陳好合演               |
| 中國、新加坡合拍劇 |                       |              |            |                                  |
| 2004年             | 甜蜜風暴 / 月亮的秘密 | 唐家衞       | 第一女主角 | 與郭亮合演                       |

### 電視劇（香港電台）
| 首播   | 劇名                   | 角色   |
| 1992年 | 風雨同路《癡》         | 阿 玲  |
| 1994年 | 萬戶交響曲《區長你好》 | 小 余  |
| 1998年 | 唱談普通話《打假行動》 | 林薇薇 |

### 電視電影（亞洲電視）
| 首播   | 劇名                       | 角色   | 性質       | 合作演員                                                     |
| 1990年 | 情在亦舒之星之碎片         | 朱 明  | 第一女主角 | 與鄧浩光、連偉健、葉玉卿、湯國明合演                         |
| 1991年 | 香港傳奇人物系列之林美黛傳 | 林美黛 | 第一女主角 | 與伍詠薇、陳佩珊、楊家樂、潘志文合演                         |
| 1991年 | 香港奇案之八大毒梟         | 廖妙冰 | 第一女主角 | 與陳庭威、鄧浩光、莫家堯、張家輝、呂頌賢、劉錫賢、冼灝英合演 |
| 1992年 | 黑道狂花                   | 君     | 第一女主角 | 與雪梨、龐秋雁、鄧浩光、楊澤霖合演                           |
| 1992年 | 鐳射劇場之航天行動         | 藍 馬  | 第一女主角 | 與劉錦玲、吳毅將、林祖輝合演                                 |

### 電影
| 年份   | 片名                 | 角色          | 合作演員                                   | 備註          |
| 1988年 | 禿鷹特警隊之血债血償 | 碧 雲         | 與曾偉權合演                               | 錄像帶        |
| 1989年 | 法律情               | Carol         | 與李麗麗合演                               | 錄像帶        |
| 1992年 | 快樂按摩女郎         | 紅 姐         | 與劉青雲、關秀媚、董瑋瑋合演               | 錄像帶        |
| 1992年 | 法網危情             | 程嘉文        | 與江 華、金興賢合演                        | 錄像帶        |
| 1993年 | 夢斷危情             | Vicky         | 與林俊賢、黃錦燊、唐麗球合演               | 錄像帶        |
| 1993年 | 血濺夢京城           | Sue           | 與惠英紅、張國強、劉慧敏合演               | 錄像帶        |
| 1993年 | 武俠七公主           | 鬼 妹         | 與楊紫瓊、鄭裕玲、張曼玉、吳君如、張敏合演 |               |
| 1993年 | 紙盒藏屍之公審       | 李青儀        | 與任達華、葉童、秦沛、陳啟泰合演           |               |
| 1993年 | 審死官翻案           | 紅 英         | 與黃光亮、陳妙瑛合演                       |               |
| 1993年 | 痴心劫               | Sue           | 與惠英紅、張國強、劉慧敏合演               | 客 串；錄像帶 |
| 1993年 | 喋血危情             | Sue           | 與惠英紅、張國強、劉慧敏合演               | 錄像帶        |
| 1993年 | 烏鼠：機密檔案       | Fanny         | 與任達華、鄭則仕、黃錦燊、李修賢合演       |               |
| 1993年 | 誘僧                 | 紅萼公主      |                                            | 聲演陳冲      |
| 1994年 | 弒兄奇案             | 念小美        | 與張家輝、李中寧、黃子華合演               |               |
| 1994年 | 拆彈專家寶貝炸彈     | Mary          | 與劉青雲、黃秋生合演                       |               |
| 1994年 | 青蜂俠               | Tom           | 與錢嘉樂、林正英合演                       |               |
| 1994年 | 戀愛的天空           | Pauline       | 與吳君如、陳國邦合演                       | 客 串         |
| 1996年 | 金裝香蕉俱樂部       | May           | 與黃子華、黃秋生、周慧敏合演               |               |
| 2000年 | 俠骨仁心             | 施可曼（Sam） | 與梁朝偉、李嘉欣、鍾鎮濤合演               |               |
| 2004年 | 夢想成真             | 田小紅        | 與郭冬臨合演                               | 中國賀歲片    |
| 2008年 | 証人                 | 阿 麗         |                                            | 聲演苗圃      |
| 2010年 | 綫人                 | 阿 雪         |                                            | 聲演苗圃      |

### 舞台劇
| 年份        | 劇名     | 劇團         | 備註 |
| 1992-1995年 | 《雷雨》 | 香港影視劇團 | 1992年10月為香港市政局慶祝香港大會堂建立三十週年，首演曹禺名劇「雷雨」，在香港大會堂、西灣河及牛池灣文娛中心等演出共二十六場，曾五度公演。 |
| 1994年      | 《家》   | 香港影視劇團 | 1994年11月應區局節邀請演出巴金名著曹禺改編名劇「家」，在沙田、荃灣及屯門大會堂演出共七場。                                                 |

### 綜藝節目（香港）
| 年份     | 節目名稱                                                           | 備註                               |
| 亞洲電視 |                                                                    |                                    |
| 1990年   | 曾志偉騷足一晚（第7集）                                            | 嘉賓                               |
| 1990年   | 亞洲電視八週年台慶                                                 | 表演藝員                           |
| 1991年   | 亞洲小姐準決賽                                                     | 與呂珊、伍詠薇歌唱表演             |
| 1991年   | 亞洲電視九週年台慶                                                 | 表演藝員                           |
| 1992年   | 群星過晒界                                                           | 主持 & 專訪                        |
| 1992年   | 亞洲電視十週年台慶                                                 | 表演藝員                           |
| 無綫電視 |                                                                    |                                    |
| 1993年   | 娛樂俾面派對                                                       | 嘉賓                               |
| 1993年   | K-100                                                              | 《開心華之里》專訪                 |
| 1994年   | 世界盃                                                             | 與潘宗明主持                       |
| 1994年   | K-100之包青天超級擁躉大團圓                                        | 宣傳《新包青天》                   |
| 1995年   | 運財智叻星                                                         | 嘉賓                               |
| 1995年   | 永安旅遊點解東歐咁好玩                                             | 主持                               |
| 1995年   | 花弗新世界                                                         | 嘉賓                               |
| 1996年   | 廣告大贏家 （页面存档备份，存于） （第17集）                       | 嘉賓                               |
| 1996年   | 奧運群星智激鬥 （页面存档备份，存于） (第4集)                      | 嘉賓                               |
| 1996年   | FUN秒必爭智激奧運會                                                | 嘉賓                               |
| 1996年   | 威Phone八面娛樂圈 （页面存档备份，存于） （第1集）                 | 嘉賓                               |
| 1996年   | 超級無敵獎門人 （第18集）                                          | 嘉賓                               |
| 1997年   | 金牛滿屋賀新春                                                     | 嘉賓                               |
| 1997年   | 金牛獻瑞慶團年                                                     | 嘉賓                               |
| 1997年   | 公益開心果 （页面存档备份，存于）（第2集）                         | 嘉賓                               |
| 1997年   | 萬千星輝賀台慶1997                                                 | 首屆封后                           |
| 1997年   | 回到未紅時                                                         | 特別嘉賓張家輝獻唱情歌《真情流露》 |
| 1997年   | 電視大贏家（第15集）                                               | 特別嘉賓                           |
| 1997年   | 超級無敵獎門人之再戰江湖 （第21集）                                | 嘉賓                               |
| 1997年   | 世界如此多FUN（第3集）                                             | 嘉賓                               |
| 1997年   | 人生交叉點（第8集）                                                | 嘉賓                               |
| 1997年   | 香港小姐總決賽                                                     | 與歐陽震華為表演嘉賓               |
| 1997年   | 歡樂今宵                                                           | 《美味天王》劇組                   |
| 1997年   | 龍的光輝香港回歸大匯演                                             | 與李若彤、黎姿、鄭伊健短劇表演     |
| 1997年   | 滅罪先鋒耀葵青                                                     | 與劉德華短劇表演                   |
| 1997年   | 紫荊吐艷慶歡騰                                                     | 與蓋鳴暉演唱黃梅調                 |
| 1997年   | 博愛歡樂傳萬家                                                     | 與羅家英、朱茵、陳錦鴻表演歌舞劇   |
| 1997年   | 青嶼幹線創建新紀元                                                 | 表演嘉賓                           |
| 1998年   | 運財大贏家                                                         | 嘉賓                               |
| 1998年   | 公益金開心大賞頭（第4集）                                          | 特別嘉賓為張家輝打氣               |
| 1998年   | 天下無敵獎門人（第3集）                                            | 《烈火雄心》劇組                   |
| 1998年   | K-100                                                              | 《烈火雄心》製作特輯               |
| 1998年   | 明愛暖萬心                                                         | 與洪天明為表演嘉賓                 |
| 1998年   | 無線30週年經典大匯演                                               | 與宣萱演繹《山水有相逢》           |
| 1998年   | 萬千星輝賀台慶1998                                                 | 表演藝員                           |
| 1999年   | 天下無敵獎門人 （第18集）                                          | 《陀槍師姐II》劇組                 |
| 1999年   | 蔡瀾嘆世界（日本篇）                                               | 嘉賓                               |
| 1999年   | 驚天動地獎門人（第12集）                                           | 嘉賓                               |
| 1999年   | 驚天動地獎門人（第15集）                                           | 嘉賓                               |
| 1999年   | 公益金屋開心SHOW（第7集）                                          | 嘉賓                               |
| 1999年   | 《公益金屋開心大瘋SHOW開心早午晚》 （页面存档备份，存于）（第1集） | 嘉賓                               |
| 1999年   | 萬千星輝賀台慶1999                                                 | 與蔡少芬共同頒發最佳女主角         |
| 2000年   | 《公益開心百萬SHOW開心早．午．晚》（页面存档备份，存于）（第8集）  | 《陀槍師姐II》劇組                 |
| 2000年   | K-100                                                              | 《陀槍師姐II》專訪                 |
| 2000年   | K-100                                                              | 《金裝四大才子》專訪               |
| 2008年   | 肥姐 我們永遠懷念您                                                | 嘉賓                               |

### 綜藝節目（中國大陸/台灣）
| 年份     | 節目名稱         | 備註                   |
| 台灣     |                  |                        |
| 1991年   | 連環炮           | 與吳毅將、任達華為嘉賓 |
| 1996年   | 龍兄虎弟         | 宣傳《情劍山河》       |
| 2002年   | 阿鴻天天上菜     | 宣傳《書劍恩仇錄》     |
| 2002年   | 食字路口         | 宣傳《書劍恩仇錄》     |
| 2002年   | 我猜我猜我猜猜猜 | 嘉賓                   |
| 2003年   | 世界真奇妙       | 宣傳《吉祥如意》       |
| 中國大陸 |                  |                        |
| 1999年   | 幸運1999         | 嘉賓                   |
| 2003年   | 幸福双响炮       | 宣傳《書劍恩仇錄》     |
| 2004年   | 非常周末         | 嘉賓                   |

## 電台訪問
| 年份     | 電台節目             | 備註                                   |
| 香港電台 |                      |                                        |
| 1999年   | 娛樂滿天星           | 與宣萱共同訪問                         |
| 2013年   | 舊日的足跡           | 「港劇女王」 – 關詠荷                  |
| 商業電台 |                      |                                        |
| 1999年   | 嘩！嘩！嘩！打到嚟！ | 深情對話吳君如                         |
| 2000年   | 茶煲裏的查篤撐       | 回應《金裝四大才子》宣傳與記者誤會     |
| 2003年   | 茶煲裏的查篤撐       | 婚後歸來兩夫妻接受訪問                 |
| 2007年   | 巴巴閉邊個夠我查篤撐 | 復出腳仔痛 講拍攝《同事》趣事          |
| 2007年   | 巴巴閉邊個夠我查篤撐 | 對愛女百看不厭                         |
| 2007年   | 巴巴閉邊個夠我查篤撐 | 大談餵女經                             |
| 2008年   | 巴巴閉邊個夠我查篤撐 | 解說辭演《同事三分親》，以及肥姐追思會 |
| 2009年   | 巴巴閉邊個夠我查篤撐 | 家輝獲金馬獎 尖叫吵醒女兒              |
| 2010年   | 巴巴閉邊個夠我查篤撐 | 戲味十足 – 關詠荷                      |
| 新城電台 |                      |                                        |
| 2003年   | 家天下               | 澳洲婚後回港單獨訪問                   |

## 音樂作品
| 歌名         | 劇名             | 性質   | 備註             |
| Mamma Mia    | 《美味天王》     | 主題曲 | 劇中主要演員合唱 |
| 愛更多       | 《美味天王》     | 插曲   | 與沈殿霞合唱     |
| 愛在心內暖   | 《美味天王》     | 插曲   | 與歐陽震華合唱   |
| 笑著掛住你   | 《美味天王》     | 插曲   | 劇中主要演員合唱 |
| 囉囉攣       | 《美味天王》     | 插曲   | 與歐陽震華合唱   |
| 奇哥再闖情關 | 《美味天王》     | 插曲   | 與羅嘉良合唱     |
| 君子好逑     | 《金裝四大才子》 | 主題曲 | 劇中主要演員合唱 |
| 愛沒太多理由 | 《金裝四大才子》 | 插曲   | 與張家輝合唱     |

### 音樂錄像
| 年份   | MV                             | 備註                      |
| 1983年 | 你的眼神                       | 卡拉OK伴奏                |
| 1984年 | 什麼是緣份                     | 卡拉OK伴奏                |
| 1986年 | 最愛是誰                       | 卡拉OK伴奏 - 與丘國良演出 |
| 1986年 | 絕對空虛                       | 卡拉OK伴奏 - 與羅頌華演出 |
| 1991年 | 人生如此【《暴雨燃燒》主題曲】 | 與羅文、雪 梨、楊玉梅演出 |
| 1994年 | 離開妳以後                     | 與劉德華演出              |

## 無綫月曆
| 年份          | 參與藝員                                                             |
| 1994年 - 5月  | 關詠荷、魏駿傑                                                       |
| 1997年 - 10月 | 關詠荷、張兆輝                                                       |
| 1998年 - 1月  | 主題 – 新年 ：關詠荷 、歐陽震華                                      |
| 1999年 - 12月 | 關詠荷 、歐陽震華                                                    |
| 2000年 - 5月  | 關詠荷 、吳啟華                                                      |
| 2008年 - 2月  | 主題 – 新年 ：關詠荷、汪明荃、陳錦鴻、歐陽震華、關菊英               |
| 2014年 - 10月 | 主題 – 桌球：關詠荷、 歐陽震華、黎耀祥、萬綺雯、米雪、陳慧珊、胡定欣 |

## 獎項及提名

### 中國電視金鷹獎
| 年份   | 頒獎/機構                    | 獎項           | 劇名   | 角色   | 結果 |
| 1999年 | 中國電視金鷹獎世紀回眸組委會 | 世紀傑出藝人獎 | 不適用 | 不適用 | 獲獎 |

### 萬千星輝頒獎典禮
| 年份   | 頒獎/機構            | 獎項                 | 劇名           | 角色                           | 結果               |
| 1997年 | 萬千星輝賀台慶1997   | 最佳女主角           | 《苗翠花》     | 苗翠花                         | 獲獎               |
| 1997年 | 萬千星輝賀台慶1997   | 最佳惹笑冤家獎       | 《苗翠花》     | 苗翠花、（江 華 飾 方德）      | 提名（最後七強）   |
| 1997年 | 萬千星輝賀台慶1997   | 最佳惹笑冤家獎       | 《醉打金枝》   | 昇平公主、（歐陽震華 飾 郭曖） | 獲獎               |
| 1998年 | 萬千星輝賀台慶1998   | 最佳女主角           | 《陀槍師姐》   | 朱素娥                         | 提名（最後五強）   |
| 1998年 | 萬千星輝賀台慶1998   | 最佳拍檔獎           | 《陀槍師姐》   | 朱素娥、（歐陽震華 飾 陳小生） | 提名（最後五強）   |
| 1999年 | 萬千星輝賀台慶1999   | 最佳女主角           | 《烈火雄心》   | 沈碧瑤                         | 提名（最後五強）   |
| 1999年 | 萬千星輝賀台慶1999   | 最佳拍檔獎           | 《全院滿座》   | 周秀英、（吳啟華 飾 程浩然）   | 提名（最後五強）   |
| 2007年 | 萬千星輝頒獎典禮2007 | 我最喜愛的電視女角色 | 《同事三分親》 | 黃家嵐、黃花                   | 提名               |
| 2013年 | 萬千星輝頒獎典禮2013 | 最佳女主角           | 《情逆三世緣》 | 韓霜霜、田秋鳳、楊夕雪         | 提名（最後十五強） |
| 2013年 | 萬千星輝頒獎典禮2013 | 最受歡迎電視女角色   | 《情逆三世緣》 | 韓霜霜、田秋鳳、楊夕雪         | 提名（最後十五強） |

### Astro華麗台電視劇大獎
| 年份   | 頒獎/機構                 | 獎項           | 劇名           | 角色         | 結果             |
| 2008年 | Astro華麗台電視劇大獎2008 | 我的至愛女主角 | 《同事三分親》 | 黃家嵐、黃花 | 提名（最後十強） |
| 2008年 | Astro華麗台電視劇大獎2008 | 我的至愛角色   | 《同事三分親》 | 黃家嵐、黃花 | 提名             |

### TVB 馬來西亞星光薈萃頒獎典禮
| 年份   | 頒獎/機構                        | 獎項           | 劇名           | 角色                                                         | 結果               |
| 2013年 | TVB 馬來西亞星光薈萃頒獎典禮2013 | 最喜愛女主角   | 《情逆三世緣》 | 韓霜霜、田秋鳳、楊夕雪                                       | 提名（最後十二強） |
| 2013年 | TVB 馬來西亞星光薈萃頒獎典禮2013 | 最喜愛電視角色 | 《情逆三世緣》 | 韓霜霜、田秋鳳、楊夕雪                                       | 提名               |
| 2013年 | TVB 馬來西亞星光薈萃頒獎典禮2013 | 最喜愛螢幕情侶 | 《情逆三世緣》 | 韓霜霜、田秋鳳、楊夕雪、（歐陽震華 飾 包拯、華龍飆、袁金昌） | 提名（最後十強）   |

### 香港電台
| 年份   | 頒獎/機構 | 獎項                                 | 劇名             | 角色                           | 結果 |
| 1997年 | 香港電台  | 最受歡迎女演員金獎                   | 《苗翠花》       | 苗翠花                         | 獲獎 |
| 1998年 | 香港電台  | 票選最受歡迎電視藝人（第一位）       | 不適用           | 不適用                         | 獲獎 |
| 1999年 | 香港電台  | 最佳螢幕情侶                         | 《陀槍師姐》     | 朱素娥、（歐陽震華 飾 陳小生） | 獲獎 |
| 2003年 | 香港電台  | 影幕上十大理想警察（唯一女性得獎者） | 《陀槍師姐》系列 | 朱素娥                         | 獲獎 |

### 壹電視大獎
| 年份   | 頒獎/機構          | 獎項               | 劇名   | 角色   | 結果 |
| 1998年 | 1998年度壹電視大獎 | 十大電視藝人第二位 | 不適用 | 不適用 | 獲獎 |
| 1999年 | 1999年度壹電視大獎 | 十大電視藝人第六位 | 不適用 | 不適用 | 獲獎 |
| 2000年 | 2000年度壹電視大獎 | 十大電視藝人第三位 | 不適用 | 不適用 | 獲獎 |

### 其他獎項
| 年份   | 頒獎/機構 | 獎項                   | 劇名         | 角色               | 結果 |
| 1999年 | TVB周刊   | 十大至愛情侶（張家輝） | 不適用       | 不適用             | 獲獎 |
| 2000年 | 广东评选  | 最喜爱的电视角色       | 《烈火雄心》 | 沈碧瑶（位列前五） | 獲獎 |